# 唐子浜

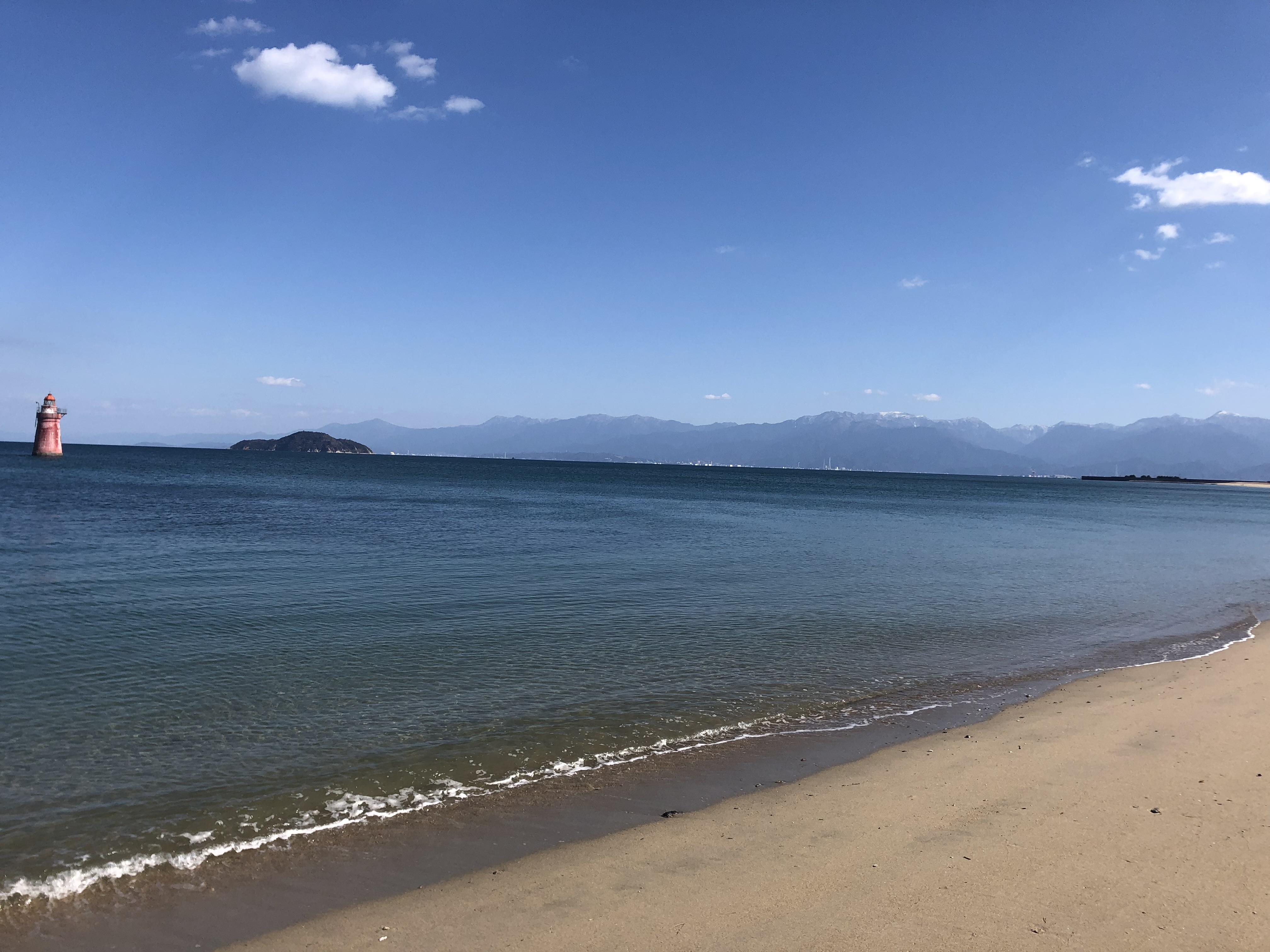
唐子浜と唐子浜のシンボルとなっている赤灯台

唐子浜（からこはま）は、愛媛県今治市にある砂浜及びその地名。瀬戸内海に面した約8kmの海岸は日本の渚100選にも選ばれた白砂青松の美しい海岸であり、夏には海水浴客で賑わっている。

## 地名の由来
唐子浜の「からこ（唐子）」は、藤堂高虎が今治城築城の為に唐子山にある国府城を壊して山頂に松を植えたところ、瀬戸物の絵でよく見かける唐風の子供の頭に似ていたことに由来している。

## 赤灯台
唐子浜の沖には赤灯台が設置されており唐子浜のシンボルとなっている。元は来島海峡の西水道入口にあった鴻の瀬灯標（赤灯台）で1902年（明治35年）4月に日本で5番目の様式灯台として建設された。
「大型船の通行」という時代の要請で灯台を支えていた岩礁を爆破することになったが、来島海峡のシンボルとして、また今治港発展にも寄与した貴重な文化財を何とか保存したいと声があり、1978年10月に現在地に移設された。また海岸沿いには、赤灯台と同時期に建てられたレンガ造りの大浜灯台の灯台吏員退息所も移築されている。

## 周辺
- 唐子山
- 今治自動車教習所

## アクセス
- せとうちバス（瀬戸内運輸）「唐子浜」バス停より下車して、徒歩で約5分。